# Micropholcomma longissimum
Micropholcomma longissimum är en spindelart som först beskrevs av Butler 1932.  Micropholcomma longissimum ingår i släktet Micropholcomma och familjen Micropholcommatidae. Inga underarter finns listade i Catalogue of Life.